# Oude Leedsche polder
De Oude Leedsche polder is een polder in de gemeente Lansingerland in de Nederlandse provincie Zuid-Holland. De polder behoorde eerst tot waterschap Polder Berkel (in 1977 opgegaan in Hoogheemraadschap van Delfland).
In het noorden grenst de polder aan de lintbebouwing van Oude Leede. In het zuiden grenst de polder aan de ingepolderde Bergboezem.
Noordpolder · 
Westpolder · 
Zuidpolder · 
Voorafsche polder · 
Nieuwe Rodenrijsche Droogmakerij · 
Oostmeerpolder · 
Polder Oudeland · 
Nieuwe Droogmaking (met de Meerpolder · 
Oude Leedsche polder (met Bergboezem)